# Torgersøya
Torgersøya est une île de la commune de Tønsberg , dans le comté de Vestfold en Norvège.

## Description
L'île de 0,3 km2 est située  dans l'Oslofjord extérieur à l'est de Jarlsø.
En plus de 15 chalets, la station de phare désaffectée de Torgersøy avec une tour de  classée et une cloche de brouillard se trouve sur l'île. En été, le Civitan Club Tønsberg exploite un camping à Torgersøya, avec son propre transport par bateau depuis le continent. L'île a des docks flottants du côté nord-ouest.
Le pâturage des moutons y est pratiqué depuis longtemps, et en 2008 40 moutons ont été relâchés sur l'île, entre autres pour réduire la végétation.

## Galerie

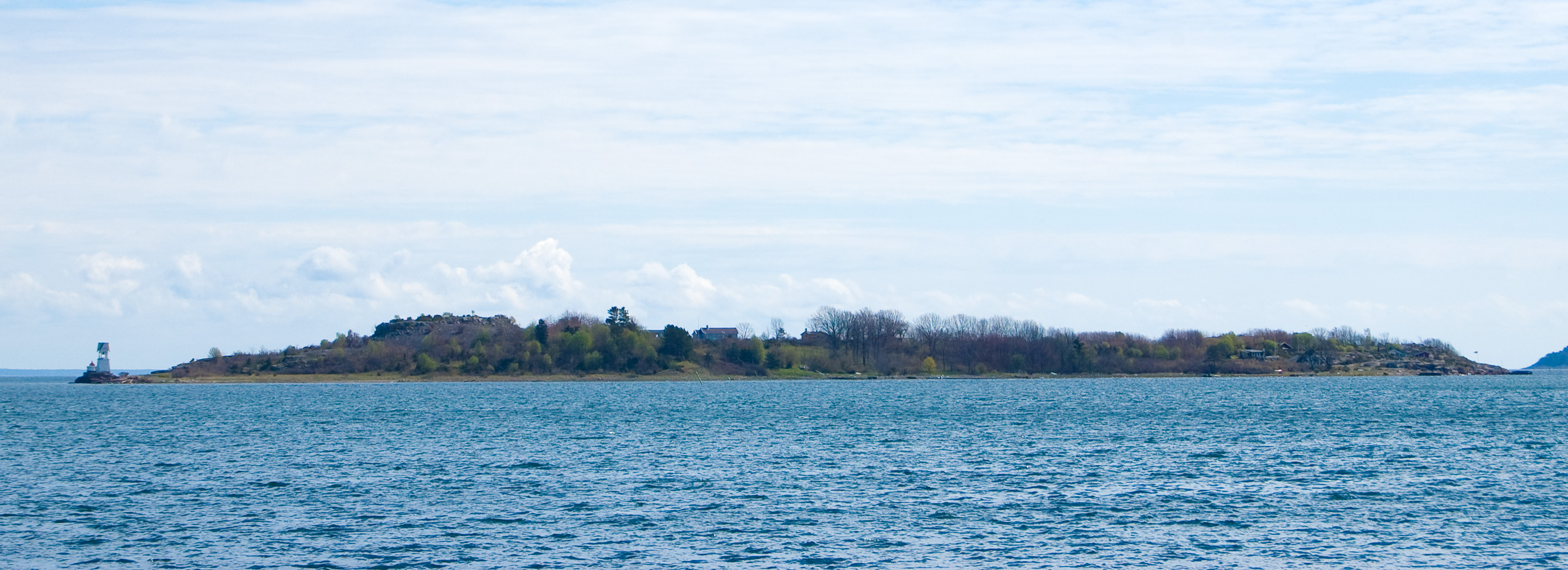
Île de Torgersøya
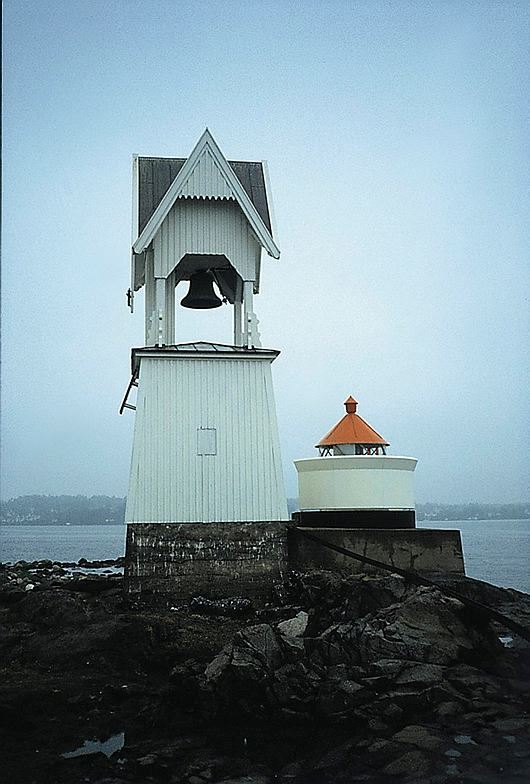
Cloche de brume